# Albert Paris Gütersloh
Albert Paris Gütersloh (de son vrai nom Albert Conrad Kiehtreiber), né à Vienne le 5 février 1887 et mort à Baden bei Wien le 16 mai 1973 , est un peintre et écrivain autrichien.

## Biographie

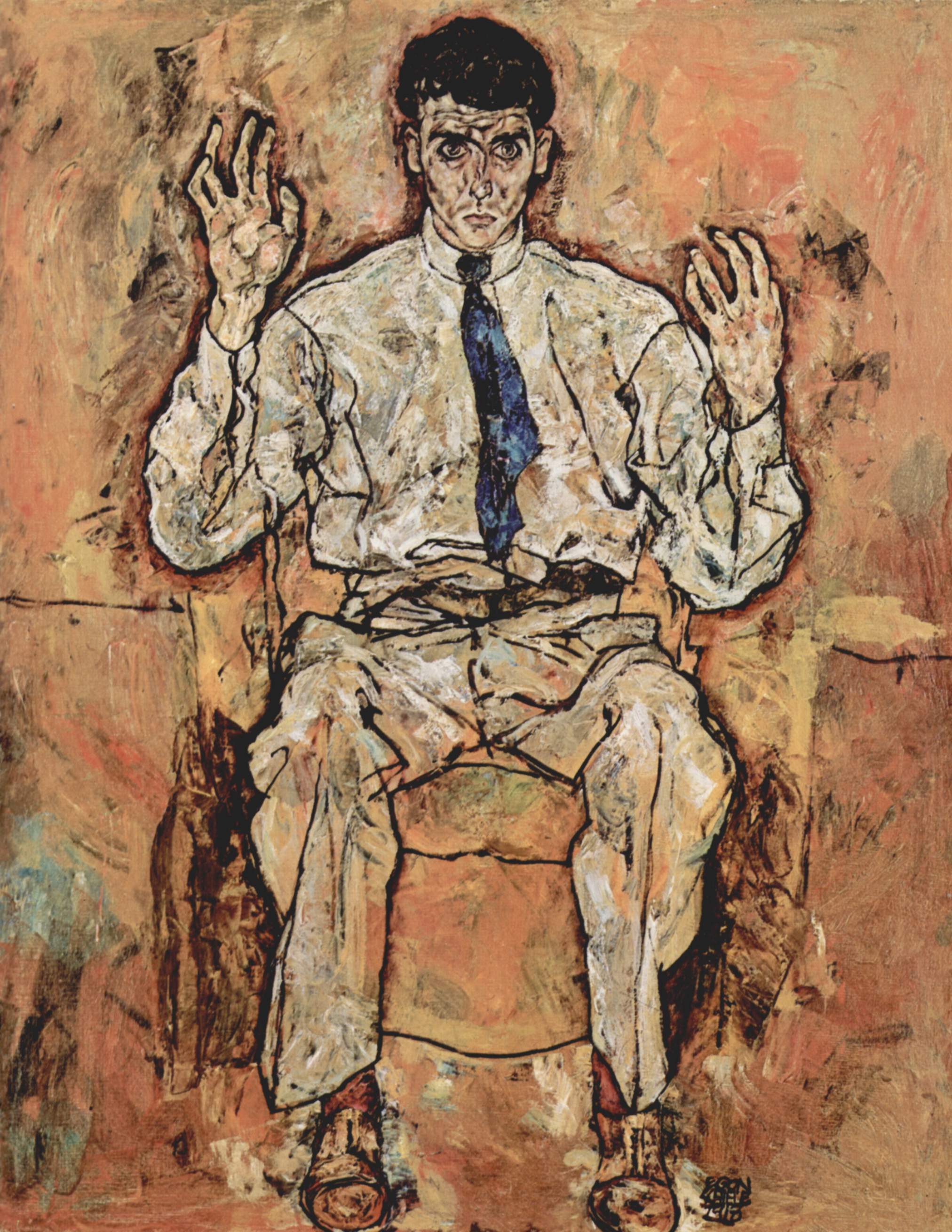
Portrait d’Albert Paris Gütersloh par Egon Schiele, 1918.

Gütersloh commence sa carrière comme acteur et auteur avant de s’orienter vers la peinture en 1921.
Ayant eu comme élèves Arik Brauer, Ernst Fuchs, Rudolf Hausner, Wolfgang Hutter et Anton Lehmden, il est considéré comme l’une des influences principales de l'école viennoise du réalisme fantastique.

## Distinctions
- 1967 : Prix de la ville de Vienne de littérature